# Байсемизов, Муса
Муса Байсемизов (каз. Мұса Байсемізов; 1879 год, село Парамоновка, Семипалатинская область — 1969 год, там же) — старший чабан колхоза «Журек-Адыр» Абайского района Семипалатинской области, Казахская ССР. Герой Социалистического Труда (1948).
Родился в 1879 году в крестьянской семье в селе Парамоновка (сегодня — аул Кундызды Катон-Карагайского района). В 1929 году был одним из основателей колхоза «Журек-Адыр» Абайского района. Работал в этом колхозе чабаном. Позднее был назначен старшим чабаном.
В 1947 году бригада Мусы Байсемизова достигла значительных достижений в увеличении поголовья отары. За получение высокой продуктивности животноводства в 1947 году удостоен звания Героя Социалистического Труда указом Президиума Верховного Совета СССР от 23 июля 1948 года c вручением ордена Ленина и золотой медали «Серп и Молот».
В 1953 году обслуживал 519 курдючных овец. Получил в среднем по 105 ягнят от каждой сотни овцематок и настриг в среднем по 3,1 килограмма шерсти с каждой овцы. В 1954 году получил от каждой сотни овцематок в среднем по 111 ягнят.
В 1954 году участвовал во всесоюзной выставке ВДНХ.
Скончался в 1969 году.
Сочинения
- Выставка — плоды труда, Екпiндi, 1954, 1 августа
- Счастье чабана, Приыртышская правда, 1954, 7 июля

Память
Именем Мусы Байсемизова названа одна из улиц в селе Кундызды Абайского района.